# (14366) Wilhelmraabe
(14366) Wilhelmraabe ist ein Asteroid des Hauptgürtels, der am 8. September 1988 vom deutschen Astronomen Freimut Börngen an der Thüringer Landessternwarte Tautenburg (IAU-Code 033) in Thüringen entdeckt wurde.
Der Asteroid gehört zur Hoffmeister-Familie, einer Gruppe von Asteroiden, die nach (1726) Hoffmeister benannt wurde.
Der Himmelskörper wurde am 26. Juli 2000 nach dem deutschen Schriftsteller (Erzähler) Wilhelm Raabe (1831–1910) benannt, der auch unter dem Pseudonym Jakob Corvinus bekannt ist.